# Temple-Laguyon
Temple-Laguyon är en kommun i departementet Dordogne i regionen Nouvelle-Aquitaine i sydvästra Frankrike. Kommunen ligger i kantonen Hautefort som tillhör arrondissementet Périgueux. År 2022 hade Temple-Laguyon 35 invånare.

## Befolkningsutveckling
Antalet invånare i kommunen Temple-Laguyon
Referens:INSEE